# 忍者ルネッサンス!
『忍者ルネッサンス!』（にんじゃルネッサンス）は、倉阪鬼一郎による伊賀忍者を題材にしたコメディ小説。倉阪自身の出身地である三重県伊賀地方の方言やご当地ネタが多用されているのが特徴である。

## あらすじ
都落ちして故郷の伊賀上野（伊賀市）に戻ってきた売れない作家の蔵野。捲土重来を目指して新作の構想を練っていた彼は、同級生の伝手で「全ての起源は伊賀にあり」「伊賀独立を」と掲げるトンデモ集団・伊賀独立会議（通称”忍者ルネッサンス”）に協力させられることになる。
伊賀の影響力を上げる忍者小説を執筆するよう頼まれたもののいまひとつやる気の出ない蔵野だったが、もらった資料にあった呪文を何気なく実践したところ、なんと先祖である落ちこぼれ忍者・くらんどが現れた。
無芸大食で何の役にも立たないと思われたくらんどだが、忍者ルネッサンスは彼こそが伊賀独立の最強兵器と認定。一行はくらんどを連れ一路東京へと出陣するが、そこで思わぬ大騒動が起きるのだった。

## 登場人物
蔵野尚武（くらの　なおたけ）
売れない作家。独身。東京での生活を諦め、五十歳間近にして伊賀上野に帰ってきた。学生時代のあだ名は「くらげ」。捲土重来を目指して新作の構想を練るがうまい話が思いつかず、行き詰まっている。現実逃避のため、よくジョギングをしている。
蔵野くらんど（くらの　くらんど）
蔵野の先祖の下忍。気が弱く何をやらせても鈍臭い、無芸大食の落ちこぼれ忍者。本人曰く、樽を飛び移る練習をしている際に転げ落ちて死んでしまったとのこと。女性に免疫がなく、しのぶと接するとすぐに鼻血を出す。
服部三太夫（はっとり　さんだゆう）
忍者ルネッサンスの一員。伊賀独立会議副議長。またの名をサンダー服部。蔵野の高校時代の同級生で、今でも蔵野を「くらげ」と呼ぶ。普段は「焼肉サンダー」という焼肉店を経営している。「伊賀独立」を掲げて市議選に立候補したがあえなく落選した。首都東京はもとより東海地方の最大都市である名古屋や大阪のベッドタウンとして発展した隣接自治体の名張などに激しい敵愾心を抱いている。
百地しのぶ（ももじ　しのぶ）
忍者ルネッサンスの一員。百地三太夫の子孫。クールな巨乳の美女で、合気道の達人。忍者ショーでくノ一役を演じており、熱心なファンが多数いる。表向きは服部の会社の社員であるため、服部を「社長」と呼ぶ。
村中中村（むらなか　ちゅうそん）
忍者ルネッサンスの一員。伊賀独立会議議長を務める郷土史家。一見穏やかで知的な老紳士といったふうだが、強烈な中華思想ならぬ「中伊賀思想」の持ち主で、支離滅裂な主張を繰り返す。また無類のカラオケ好きかつ酒癖が悪く、酔っぱらうと伊賀独立をテーマにした替え歌などを歌い出し、マイクを離さない。